# 5573 Hilarydownes
Az 5573 Hilarydownes (ideiglenes jelöléssel (5573) 1981 QX) a Naprendszer kisbolygóövében található aszteroida. Mrkos, A. fedezte fel 1981. augusztus 24-én.